# Bintang Bayu (plaats)
Bintang Bayu is een bestuurslaag in het regentschap Serdang Bedagai van de provincie Noord-Sumatra, Indonesië. Bintang Bayu telt 892 inwoners (volkstelling 2010).